# 疊溪村
23°35′N 120°26′E / 23.583°N 120.433°E
疊溪村是中華民國臺灣嘉義縣溪口鄉的一個行政村，位於嘉義縣與雲林縣交界，是溪口鄉最東側的鄉界。因其於三疊溪(北港溪支流)畔得名。行政區包含14個鄰，人口約1,212人(至2017年5月為止)。

## 地理
三疊溪的台語為三(sam)目(ba̍k)溪(khe)，因有葉子寮溪(流域為民雄鄉)及過溪、中林(流域為大林鎮)等三條支流，在此附近交會，向西匯流至北港溪。
三疊溪聚落為廣東省饒平縣劉姓於清領時期渡台形成的自然村，然因省道台一線的拓寬與改善，臺灣光復後也在台一線與村落交會處有了集中住宅式的利臺社區，為台灣近現代民間自建的連棟透天住宅案例之一，利臺社區居民也不拘為劉姓後代。

## 聚落歷史
1785年(乾隆50年)已有廣東省潮州府饒平縣劉朝瑞派下於此墾殖，村內的劉姓輩分至今仍以「科傳萬世守，家興邦德康」取名論輩。
清領時期已有土地公會、大士爺會等宗教祭祀的人群組織。
於19世紀中(清道光年間)目前的村廟天公殿已建立，位於村落西側的太陰廟及東側的太陽廟等三個民間信仰廟宇，在日治時期的調查中皆已被紀錄列冊。
村內有「北白川宮能久親王紀念碑」(殘座)，為日治時期初為了紀念相關戰爭事跡而建造的紀念碑。旁有神社及老水井的遺跡。在嘉義之役的大莆林戰役後，疊溪村為日軍暫時駐紮、用水的區域，甚至還有民家盛情款待能久親王的訪問紀錄。

## 教育
轄內有柳溝國民小學疊溪分校，前身為日治時期1942年設立的溪口國民學校柳溝分教場，於臺灣光復後1946年設為溪口鄉第二國民學校、1947年為柳溝國民學校、1968年起至今稱柳溝國民小學疊溪分校。

## 景點

### 天臺殿
19世紀中(清領時期道光年間)創建，主神為玉皇大帝，是國內少見高神格的廟宇，與台南市台南開基玉皇宮、臺中市玉皇宮齊名，是信仰朝聖的知名地點。

### 北白川宮能久親王紀念碑
約於1917年建立約20公尺高的石碑，因臺灣光復後破壞日治時期遺跡政策之故，紀念碑、舍營所及神社鳥居已被破壞，現址僅存基座及一百年古井；目前為公園。

## 文化資產

### 陳明山布景彩繪
師從於戲棚繪畫朝陽派，陳明山工作室製作布袋戲、歌仔戲等傳統戲曲布景，早期曾是黃海岱、黃俊雄布袋戲團專任布景彩繪師，目前專門從事醮壇、藝閣及傳統布袋戲劇布景等相關彩繪，作品題材多以五顏六色的布景龍、鳳、麒麟等吉祥物為主。於2015年獲登錄為嘉義縣傳統藝術民俗文化資產。

## 出身名人
曾銘宗：臺灣政治人物、金融專家
江蕙：知名閩南語歌手